# Comstock, Minnesota
Comstock là một thành phố thuộc quận Clay, tiểu bang Minnesota, Hoa Kỳ. Năm 2010, dân số của thành phố này là 93 người.

## Dân số
- Dân số năm 2000: 123 người.
- Dân số năm 2010: 93 người.